# Zielony Gaj (Sokółka)
Pour les articles homonymes, voir Zielony Gaj.
Zielony Gaj est une localité polonaise de la voïvodie de Podlachie et du powiat de Sokółka.